# Scipione Lacorcia
Scipione Lacorcia (fl. 1590 - 1620) è stato un compositore italiano di madrigali.

## Biografia
I dati biografici per Scipione Lacorcia sono quasi inesistenti, tranne per alcune tracce ritrovate in uno scritto del Settecento di Giovan Battista Pacichelli che ne riporta le sue origini alla terra di Vignola (attuale Pignola, comune lucano in provincia di Potenza). A parte la sua attività dal 1590 al 1620, culminata nel terzo libro di madrigali a 5 voci, si sa poco.
Il libro II è dedicato ad Alessandro Miroballo, marchese di Bracigliano. Il libro III, datato 1 ottobre 1620, è preceduto da un'umile dedica plebea a sua signoria Francesco Filomarino (1600–1678), principe della Rocca. Il libro III presenta anche due madrigali "ospiti" del nobile Ettore de la Marra (ca. 1570–1634) signore di Baiano e Castelfranco, che come Filomarino e il madrigalista dilettante Scipione Dentice era membro della cinque famiglie seggio Capuana che parteciparono a il governo della città. Ettore de la Marra fu anche liutista e chitarrista dell'Accademia di Carlo Gesualdo da Venosa e ha altri due madrigali sopravvissuti nella collezione Teatro de Madrigali (Gargano e Nucci, Napoli 1609).  
Le poesie del Libro III di Lacorcia sono per lo più anonime, forse a indicare che potrebbero provenire da poeti aristocratici locali.
Lacorcia è considerato uno dei madrigalisti più influenzati da Carlo Gesualdo , insieme a Francesco Genuino, Crescenzio Salzilli, Agostino Agresta, Giuseppe Palazzotto-Tagliavia, Antonio de Metrio e Giacomo Tropea. 
Il nome di Lacorcia appare in un elenco di madrigalisti stampato, sulla busta di una lettera di Heinrich Schütz a Venezia, il 23 aprile 1632, a Philip Hainhofer a Dresda, ma non nella grafia di Schütz.

## Opere
- Madrigali Libro I a 5, - perduto
- Madrigali Libro II a 5, Carlino, Naples 1616, sopravvissuto completo.
- Madrigali Libro III a 5, Vitale, Naples 1620, sopravvissuto completo.

## Registrazioni
- Musica Vulcanica Registrazione completa del Libro III, insieme ai 4 madrigali sopravvissuti di Ettore de la Marra, con brani strumentali suonati su un cembalo cromatico universale ricostruito da Ascanio Mayone, Giovanni de Macque e Gesualdo. Gesualdo Consorte Amsterdam, dir. Harry van der Kamp . Sony Vivarte. 2006